# Аліса Кон
Аліса Кон (1914—2000) — німецько-єврейська художниця-графік і майстер підробки голландського опору під час Другої світової війни.

## Кар'єра
Кон покинула Ліхтенштейн у 1936 році, щоб жити в Нідерландах за студентською візою. Спочатку оселившись в Амстердамі, Кон вивчила голландську мову та працювала над створенням кіноафіш та дитячих іграшок.
На початку війни Кон знайшла посаду асистента лікаря в Єврейській раді Амстердама, що дало їй більше свободи, ніж іншим єврейським жителям. Вона скористалася цією свободою, щоб врятувати 3-річну дитину. Леоні де Піччотто,  представник Міжнародної ради єврейських жінок в ООН, згадує, як Кон вивела її з дитячої кімнати на вулиці Плантадж Middenlaan Street у формі медсестри. Доставивши дитину в безпечне місце, вона втекла до Утрехта, сховавшись на горищі в Wilhelmina Park. Зрештою врятована дитина возз'єдналася зі своїми батьками завдяки підробленим паспортам.
У 1947 році вона повернулася до Ліхтенштейну та продовжила свою графічну кар'єру, займаючись дизайном дитячих книжок, плакатів та іграшок.

### Голландський Опір
Після приїзду в Утрехт вона заснувала Агентство з підробки документів разом із Рутгером Матійссеном і Сіемом Бюддінгом. У 1941 році, після вторгнення Німеччини в Нідерланди, ідентифікаційні картки, що позначали єврейський статус, стали обов'язковими для всіх осіб старших 14 років. Чиновник Міністерства внутрішніх справ Jacob Lentz, розробив вдосконалену ідентифікаційну картку, першу, яка містила фотографію, відбиток пальця її власника і, для єврейських жителів, велику літеру J. Попри переконання, що Lentz' persoonsbewijs (PB), як він їх назвав, було б неможливо підробити, Кон змогла створити одні з єдиних посвідчень особи, які пройшли нацистську перевірку. Агентство назвало підроблені документи, які вони створили, включаючи PB, талони на харчування та інші важливі документи, необхідні для виживання, «дикими паперами». Вона та її однопартійці під назвою «Утрехтський дитячий комітет» врятували сотні євреїв від депортації до нацистських концтаборів і геноциду.
У 1945 році, під час останнього року війни, підроблені документи, створені Кон, допомогли уникнути депортації молодих голландських чоловіків до Німеччини на примусові роботи.
У 2017 році Кон став першим громадянином Ліхтенштейну, який отримав нагороду Jewish Rescuer's Citation. Нагорода була присуджена посмертно Кону, а також Матійссену та Баддінгу Б'най Б'рітом за порятунок Піччотто та за їх роботу з підробки документів. Донька Кона все ще зберігає багато своїх інструментів, включаючи зошит із вправами для підробки підпису, і тимчасово пожертвувала колекцію для експонування в National Holocaust Museum в Амстердамі.

## Особисте життя
Після звільнення Кон дізналася, що всі її родичі з Бреслау були вбиті, включаючи батьків. Просуваючись у своїй кар'єрі, Кон почала купувати тканини від купця з Ліхтенштейну, на ім'я Рудольф Берман. Вони одружилися в 1947 році, мали двох дітей — сина і доньку.
Кон помер у 2000 році.

## Виноски
а. Леоні де Піччіотто в більшості джерел згадується як Лонні Лессер.
1. ↑  Léonie de Picciotto is referred to as Lonnie Lesser in most source material.